# Tamás Lajos (nyelvész)
Tamás Lajos (születési nevén Treml Lajos; Temesvár, 1904. március 23. – Budapest, 1984. szeptember 19.) bánsági születésű nyelvész, egyetemi tanár, a Magyar Tudományos Akadémia rendes tagja (1964).

## Életútja
Apai ágon sváb családból származott, apja Treml János, temesvári és aradi borbélymester, édesanyja a csíkrákosi származású Tamás Julianna volt. Középiskoláit Aradon végezte, 1922-ben lett a budapesti Eötvös József Collegium tagja. 1922–1924 között matematika–fizika szakra járt a budapesti egyetemen, majd német, francia és román szakcsoportból szerzett diplomát. Ösztöndíjasként a bécsi, a berlini és a párizsi egyetemek hallgatója volt, 1930-ban doktorált. Párizsban az École des Langues Orientales Vivantes-ban albán–román nyelvi bizonyítványt szerzett. Sváb származása miatt Hitler hatalomra jutása után felkérték, hogy lépjen be a magyarországi németek szervezetébe, a Volksbundba. Tamás tiltakozásképpen 1934. június 7-én lemondott német családnevéről és édesanyja után felvette a Tamás vezetéknevet.
1936-ig a Széchényi Könyvtár munkatársa volt. 1933-tól a budapesti Pázmány Péter Tudományegyetem magántanára, 1936-ban az általános romanisztika és román filológia tanszékre került. 1940–1944 között a kolozsvári Erdélyi Tudományos Intézet igazgatója, a Kolozsvárra visszaköltözött I. Ferenc József Tudományegyetem tanára volt. 1944 őszén visszatért Budapestre. 1947-ben belépett a Budapesti Szabadkőműves Páholyba,, majd rá egy évre, 1948-ban a Magyar Dolgozók Pártjába.  Így sikerült megmaradnia az Akadémia levelező tagjának, de cserébe részt kellett vállalnia az Akadémia újjászervezésében, melyet a Tudományos Tanács koordinált. Az 1949. szeptember 14-i ülésén döntött arról a Tudományos Tanács, hogy az akadémikusok létszámát kétszázról százhúszra csökkentik, ezért az eltávolítandó akadémiai tagokról jellemzéseket kellett készíteni. Tamás jellemzései és a különböző tanácskozásokon ez ügyben tett felszólalási nem rosszindulatúak. A kitűnő szlavista, Kniezsa István ügyét tárgyaló ülésen például Tamás ravaszul azzal érvelt Kniezsa mellett, hogy „úgy tudom, marxista irodalmat is olvas, de eddig még nem jelent meg olyan publikációja, amelyben ezek az újabb szempontok kidomborodtak volna.” A korábban Mussolini mellett nyilatkozó Gáldi László is Tamásnak köszönhetően menekült meg a komolyabb retorzióktól, az orientalista Ligeti Lajosról szintén csak elismerő szavakat írt Tamás. Semleges, itt-ott pozitív felhangokkal árnyalt értékeléseket írt még Bárczi Gézáról és Mészöly Gedeonról is. Meglepő viszont Melich Jánosról, a magyar szlavisztika egyik megingathatatlan tekintélyéről írt negatív jellemzése, noha Tamás korábban Melich munkásságának nagy tisztelője volt.
Mindeközben Tamás egyetemi karrierje is töretlenül ívelt felfele. 1948 októberétől a bölcsészkar párttitkári, egy év múlva már a dékáni, majd 1953–1955 között a rektori tisztséget töltötte be. 1974-ig az ELTE BTK Román Filológia Tanszékét vezette. A legtöbb változást az ELTE épp azokban az években szenvedte el, amikor Tamás dékán, valamint rektor volt. Az intézményi átalakítások (névváltoztatás Pázmány Péterből Eötvös Lorándra, új karok létrehozása stb.) mellett a professzorleváltások voltak a legkényesebb ügyek. Az eltanácsoltak listáján olyan nevek szerepeltek, mint Melich János, Laziczius Gyula, Zolnai Béla, Bisztray Gyula, Prohászka Lajos, Szenczi Miklós, Lukinich Imre, Rodolfo Mosca.
1964-ben Tamást a Magyar Tudományos Akadémia rendes tagjának választották, 1963–1965-ben az MTA I. Osztályának titkára, 1966-tól nyugdíjazásáig (1973) pedig az MTA Nyelvtudományi Intézetének igazgatója volt.

## Tudományos munkássága
Első tudományos publikációját 1927-ben közölte. A két világháború között a legnagyobb visszhangot kiváltó könyve a magyarul és franciául is megjelent Rómaiak, románok és oláhok Dácia Trajánában (Budapest, 1935). Monográfiája az első komoly és rendszeres magyar kritika a dáko-román kontinuitás elméletéről. E könyvében kifejtett nézetei miatt 1941-ben nem engedték be Németországba, hogy a berlini Magyar Intézetben előadást tarthasson. A kitiltás mögött Fritz Valjavec állt, aki a következőket írta 1942-ben Gerhard Krügernek: „Oda kellene hatni legalább, hogy lehetőség szerint kiiktassuk azon magyar tudósok németországi előadásait, akik az előadások által egyoldalú magyar téziseket szegeznek szembe a német történetképpel.”
A második világháború után Tamás Magyarországon elsőként kezdett bele az albanológiai kutatásokba. 1952 nyarán fiatal kollégájával és tanítványával, Schütz Istvánnal együtt tízhetes albániai tanulmányútra indult. A kutatóút legfőbb célja az volt, hogy a készülő albán–magyar szótár kéziratát az Albán Tudományos Intézet Nyelvészeti Osztályának munkatársaival átnézzék és kiegészítsék. A munka során a korabeli albán nyelvészek legjavával dolgozhatott együtt: Eqrem Çabej, Aleksandër Xhuvani, Lirak Dodbiba, Dhimitër Shuteriqi, Llazar Siliqi, Mark Gurakuqi. Hazatértük után Tamás két terjedelmes tanulmányt tett közzé albániai tanulmányútjáról. Az írások érdekes kordokumentumok is egyben, hisz Tamás a szemtanú hitelességével számol be az albán irodalmi nyelv megalkotása érdekében 1952 nyarán és őszén rendezett nyelvészeti vitákról.
Az 1960-as években Tamás még két alapvető munkát közölt. Az egyik egy romanisztikai egyetemi tankönyv, a mai napig az egyetlen a maga nemében, melyet magyar szerző írt (Bevezetés az összehasonlító neolatin nyelvtudományba, Budapest, 1969). A másik az Etymologisch-historisches Wörterbuch der ungarischen Elemente im Rumänischen (Budapest, 1966). Ez utóbbi egy több, mint negyedszázados munka betetőzése volt. Tamás teljességre törekvő célja az volt, hogy a román nyelv összes magyar eredetű szavát összegyűjtse. Így a szótárban összesen 2800 címszó található.

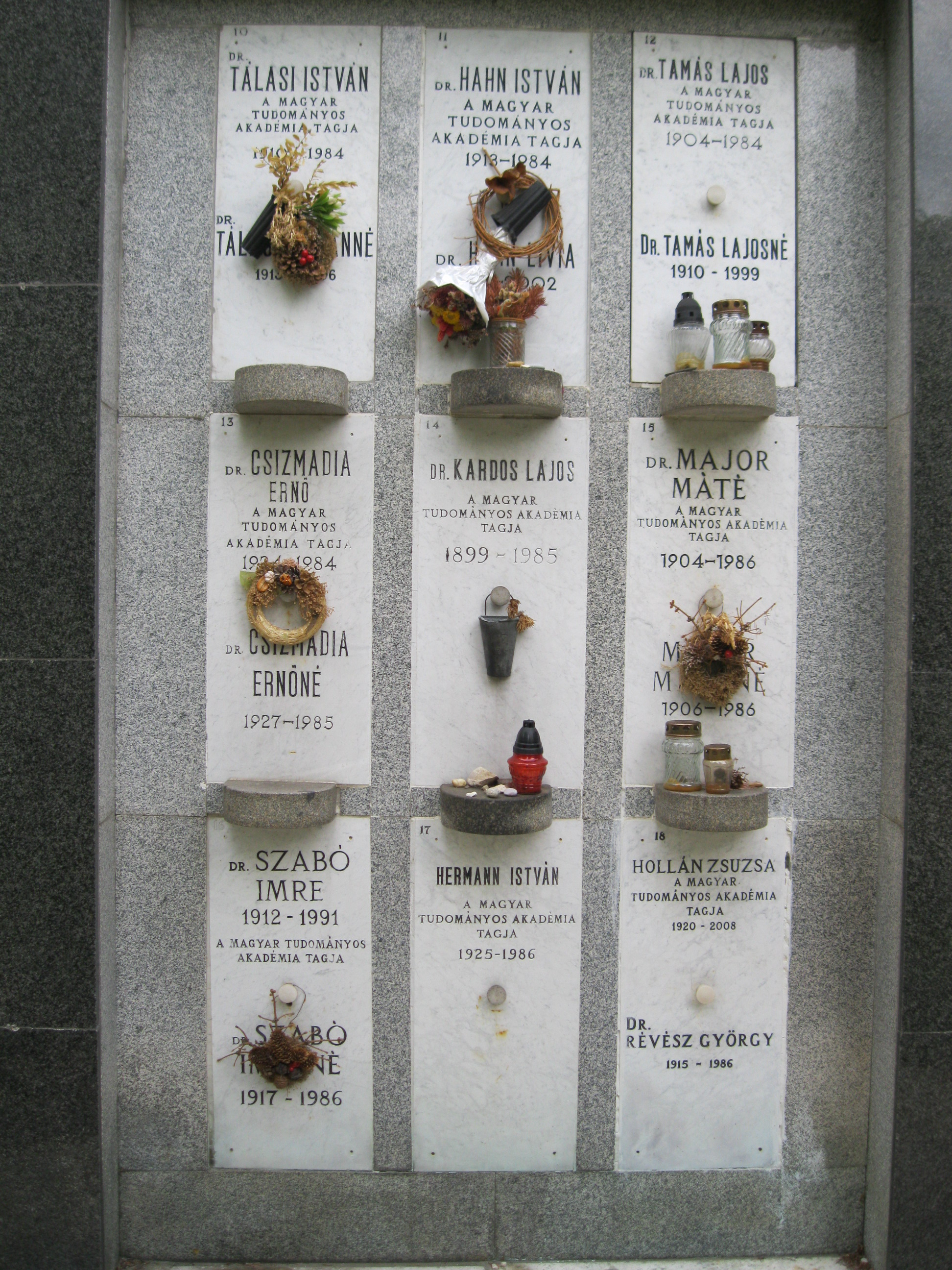
Urnája a Farkasréti temetőben

Munkásságnak nemzetközi elismertségét jelzi, hogy  1983-ban, a már említett romanisztikai tankönyve Rainer Schlösser és Johannes Kramer fordításában németül is megjelent. Kramer Wolfgang Dahmennel közösen írt nekrológban búcsúzott Tamástól 1984-ben: „E monumentális mű [az Etymologisch-historisches Wörterbuch…] mellett nem méltányolják megfelelően Tamás Lajos munkáit a román nyelv korai történetéről. Ennek egyrészt az az oka, hogy ezek nagy része magyar nyelven íródott, másrészt pedig az, hogy ezekben a munkákban kifejtett véleménye, miszerint a román nép korai középkori jelenléte a Dunától északra fekvő vidékeken jogosan kétségbe vonható, nem egyezett a román nacionalisták őshazájukról vallott credójával. Jó lenne, ha Tamás Lajos néhány ilyen témájú munkája megkaphatná az őt megillető figyelmet.” Kramer és Dahmen állásfoglalása azért is különösen fontos, mert a két világháború közti magyar nyelvészek és történészek munkásságának megítélésében sok a félreértés a nyugat-európai szakemberek körében. Így például később épp egy olyan Délkelet-Európa-specialista vádolta a kontinuitást támadó két világháború közti magyar nyelvészeket és történészeket azzal, hogy a tudomány eszközeivel Hitler expanziós törekvéseit szolgálták, aki maga is az egyik leghevesebb ellenzője a kontinuitásnak: „Nagyon is tudatában vagyok annak, hogy azok a munkák, amelyeket Magyarországon ezen időszakban tettek közzé, a tudomány eszközeivel igazolták Hitler hatalmi döntését, amely több románt helyezett magyar uralom alá, mint ahány magyart a románok alól felszabadított.”

## Művei
- Rómaiak, románok és oláhok Dácia Trajánában. Budapest: Magyar Tudományos Akadémia. 1935.   (franciául 1936)
- Fogarasi István kátéja: Fejezet a bánsági és hunyadmegyei ruménség művelődéstörténetéből. Kolozsvár: Minerva ny. 1942.
- A magyar eredetű rumén kölcsönszavak művelődéstörténeti értékelése. Kolozsvár: Minerva ny. 1942.
- Ugocsai magyar–rumén kapcsolatok. Kolozsvár: Minerva ny. 1944.
- Albán–magyar szótár: Fjalor shqip-hungarisht. Főszerk. Tamás Lajos. Budapest: Akadémiai. 1953.
- Bevezetés az összehasonlító neolatin nyelvtudományba I.: Általános tudnivalók: Hangtörténet. Budapest: Tankönyvkiadó. 1963.
- Bevezetés az összehasonlító neolatin nyelvtudományba. Budapest: Tankönyvkiadó. 1969.
- Etymologisch-historisches Wörterbuch der ungarischen Elemente im Rumänischen. Budapest: Akadémiai. 1966.
- Einführung in die historisch-vergleichende romanische Sprachwissenschaft. Gerbrunn bei Würzburg: Lehmann. 1983.

## Díjai, elismerései
- Sámuel–Kölber-díj (1934)
- Corvin-koszorú (1941)
- A Magyar Népköztársaság Állami Díja (1973)
- Révai Miklós-díj (1979)